# رود سوچیاته
رود سوچیاته (به انگلیسی: Suchiate River) رود‌ای است که در مکزیک جریان دارد.